# Dermal punching

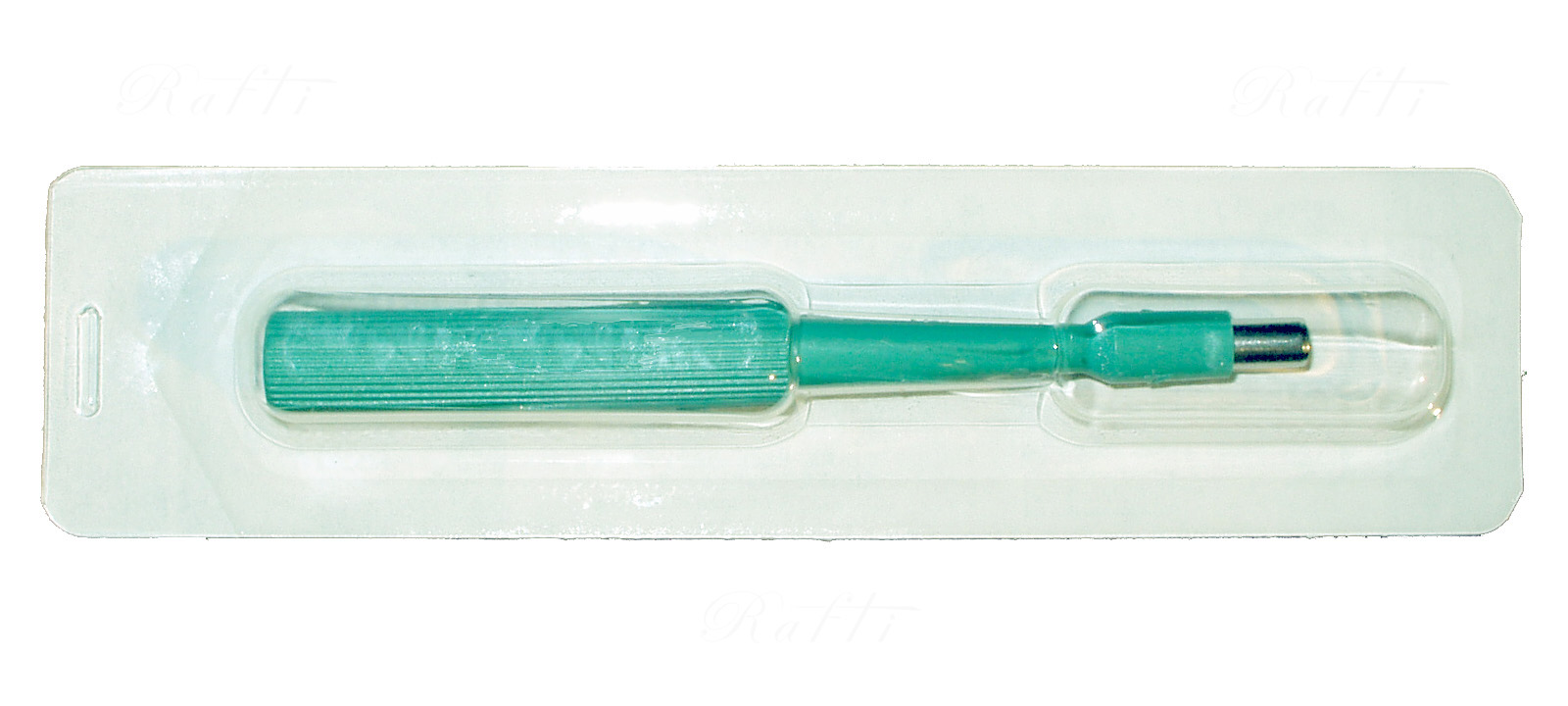
Steriel verpakte biopsie punch gebruikt voor dermal punching

Dermal punching is een vorm van body modification en wordt uitgevoerd door professionele piercers.
Het verschil met piercen is dat er in plaats van een klein krom sneetje een groot rond gat wordt gemaakt tot wel 8 à 10 millimeter. De huid of het kraakbeen wordt letterlijk geperforeerd. Hiervoor worden medische biopsie punches gebruikt. Door middel van dermal punching kan er in een keer een groter sieraad gedragen worden.
Gepuncht kraakbeen in de oren geneest sneller dan gepiercet kraakbeen en is minder vatbaar voor infecties en ongewenst littekenweefsel. Het nadeel van dermal punching is dat de huid definitief weg is en het proces erg moeilijk om te keren is.